# 9А-91
9A-91 — малогабаритный автомат, сконструированный в Тульском конструкторском бюро приборостроения в 1992 году в качестве более технологичного аналога (и конкурента) автомата СР-3 «Вихрь». В 1994 году началось производство, а в 1995 году автомат был модернизирован. Основным его назначением является использование специальными подразделениями правоохранительных органов,а также в роли персонального оружия самообороны военнослужащих.

## Конструкция
Автоматика 9А-91 основана на отводе пороховых газов из канала ствола. Запирание осуществляется поворотом затвора на 4 боевых упора. Ударно-спусковой механизм — куркового типа, позволяет вести огонь одиночными и непрерывными очередями. Предохранитель-переводчик расположен с левой стороны ствольной коробки над спусковой скобой (в модернизированном варианте — справа, так как слева стала устанавливаться планка для крепления оптических прицелов). На ранних вариантах автомат имел дульный тормоз-компенсатор, но впоследствии от него отказались. Возможна установка глушителя. Приклад складывается вверх-вперёд. Как и все остальные детали, кроме пластиковых пистолетной рукоятки и цевья, он выполнен из стали. В сложенном состоянии автомат пригоден для скрытного ношения. Также для удобства скрытого ношения рукоятка затвора сделана складной. В отличие от автомата Калашникова щель для ручки затвора постоянно открыта.
Специально для 9A-91 разработан бронебойный патрон ПАБ-9 — более дешёвый аналог СП-6, обеспечивающий поражение живой силы противника в индивидуальных средствах защиты 3 класса, и на дальности до 100 м гарантированно пробивающий 8-мм стальной лист. Возможно использование отъёмного глушителя. Первоначально также планировалось использование подствольного гранатомёта ГП-95, но автомат оказался слишком лёгким и недостаточно прочным для этого.

## Варианты и модификации
- Были разработаны экспортные варианты автомата 9А-91 под патроны 7,62×39 мм, 5,56×45 мм НАТО и 5,45×39 мм, но распространения они не получили и серийно не производились.
- Также на базе автомата была разработана бесшумная снайперская винтовка ВСК-94, отличающаяся от 9А-91 нескладным скелетным прикладом, глушителем и креплением для оптических прицелов.
- Так же были модификаций с дробовиком РМБ-93 и ГП-95

## На вооружении
- Беларусь: на вооружении сил специальных операций вооружённых сил Белоруссии[4][5].
- Монголия: на вооружении сил специальных операций вооружённых сил Монголии[6][7].
- Россия: на вооружении Росгвардии и спецподразделений МВД России[8].
- Сирия[9]

## Разборка

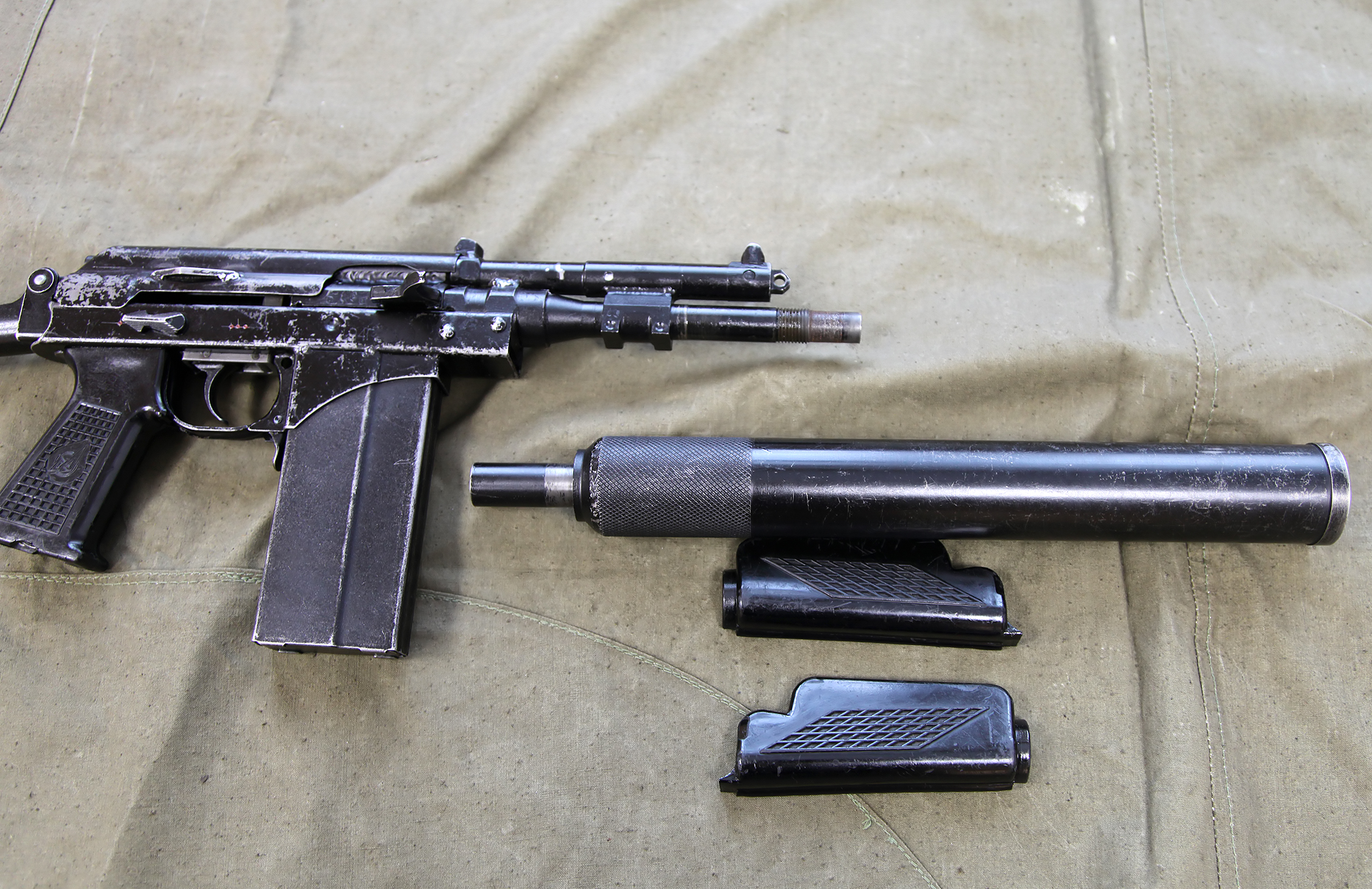
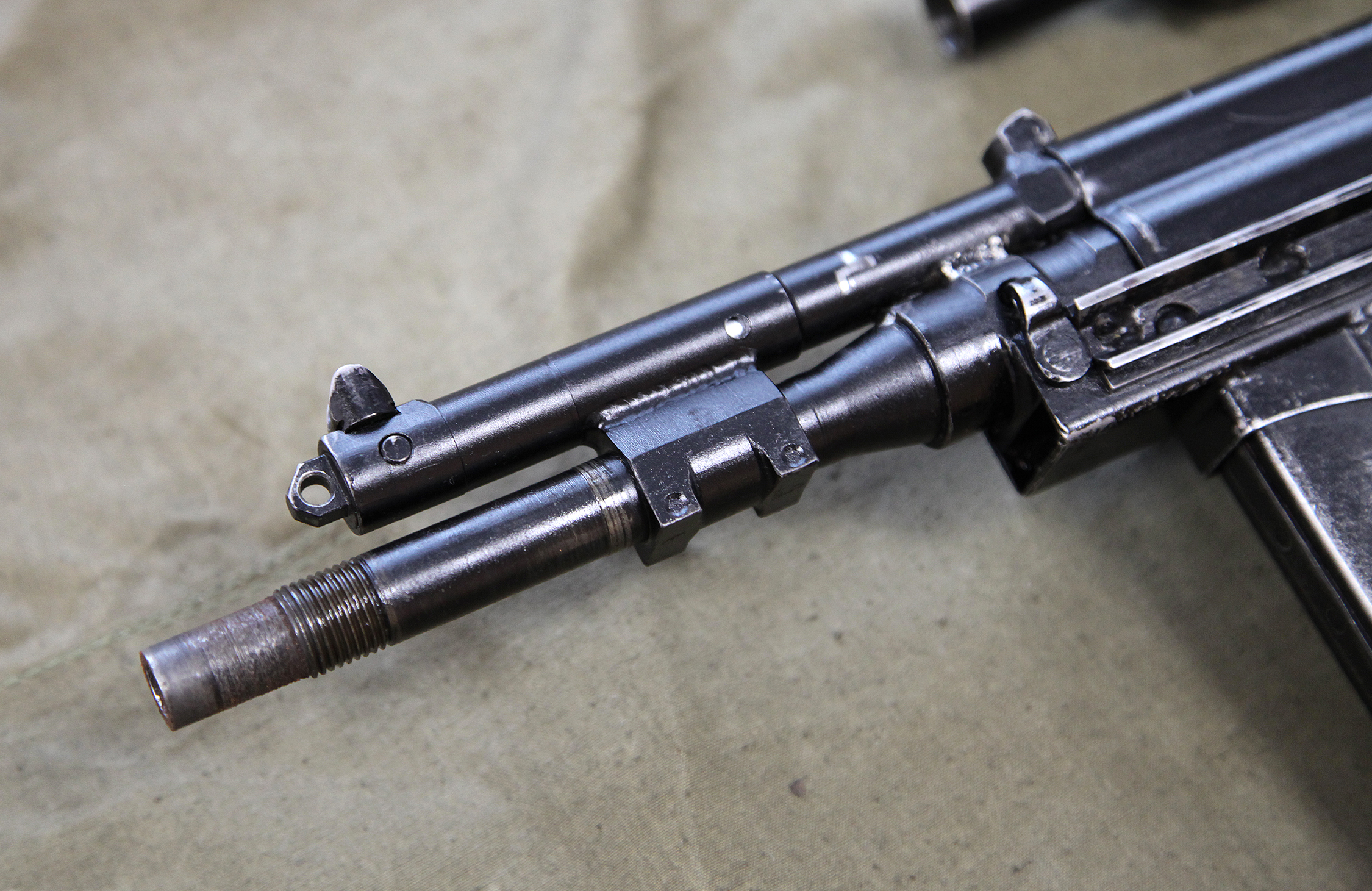
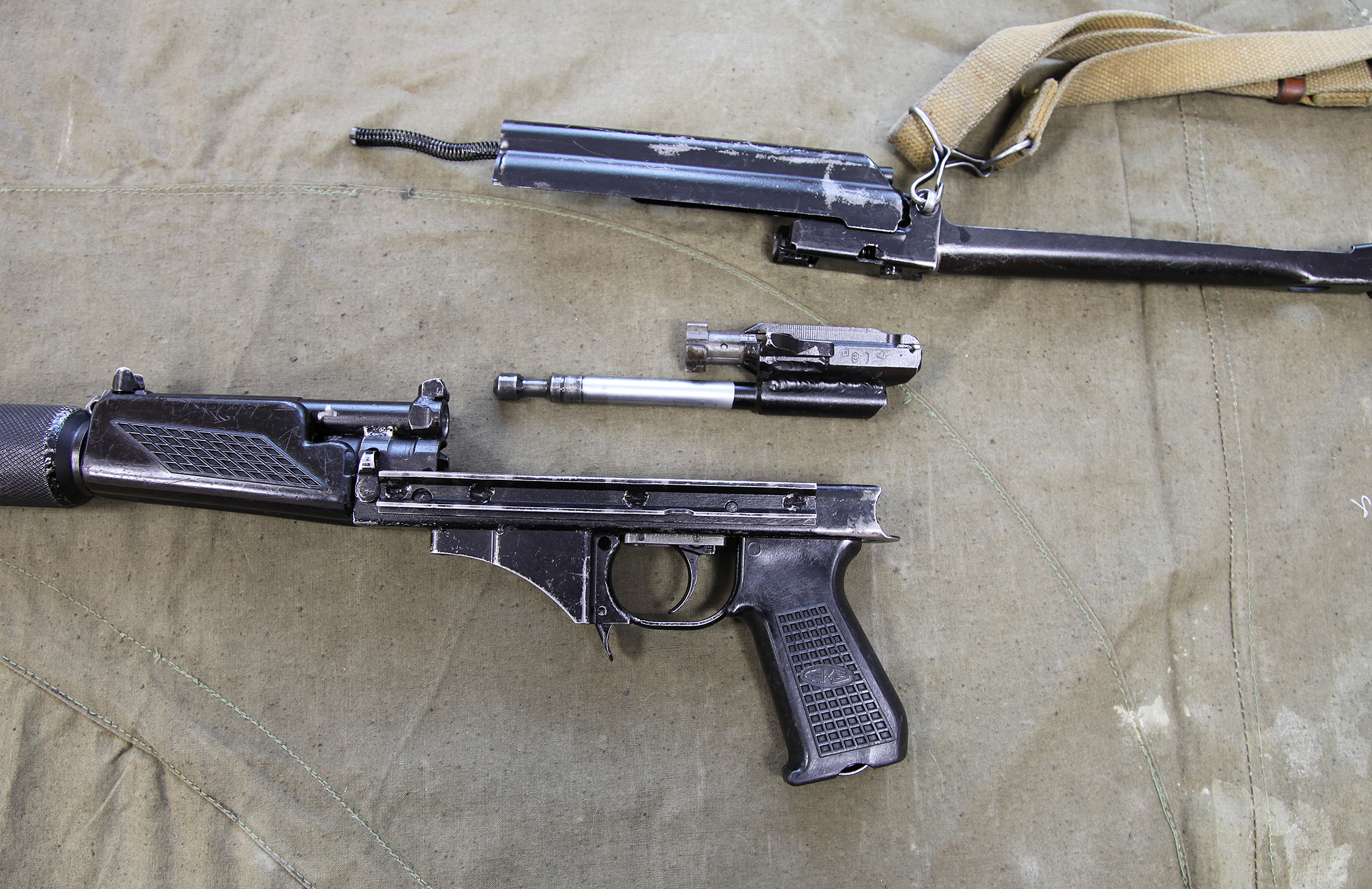
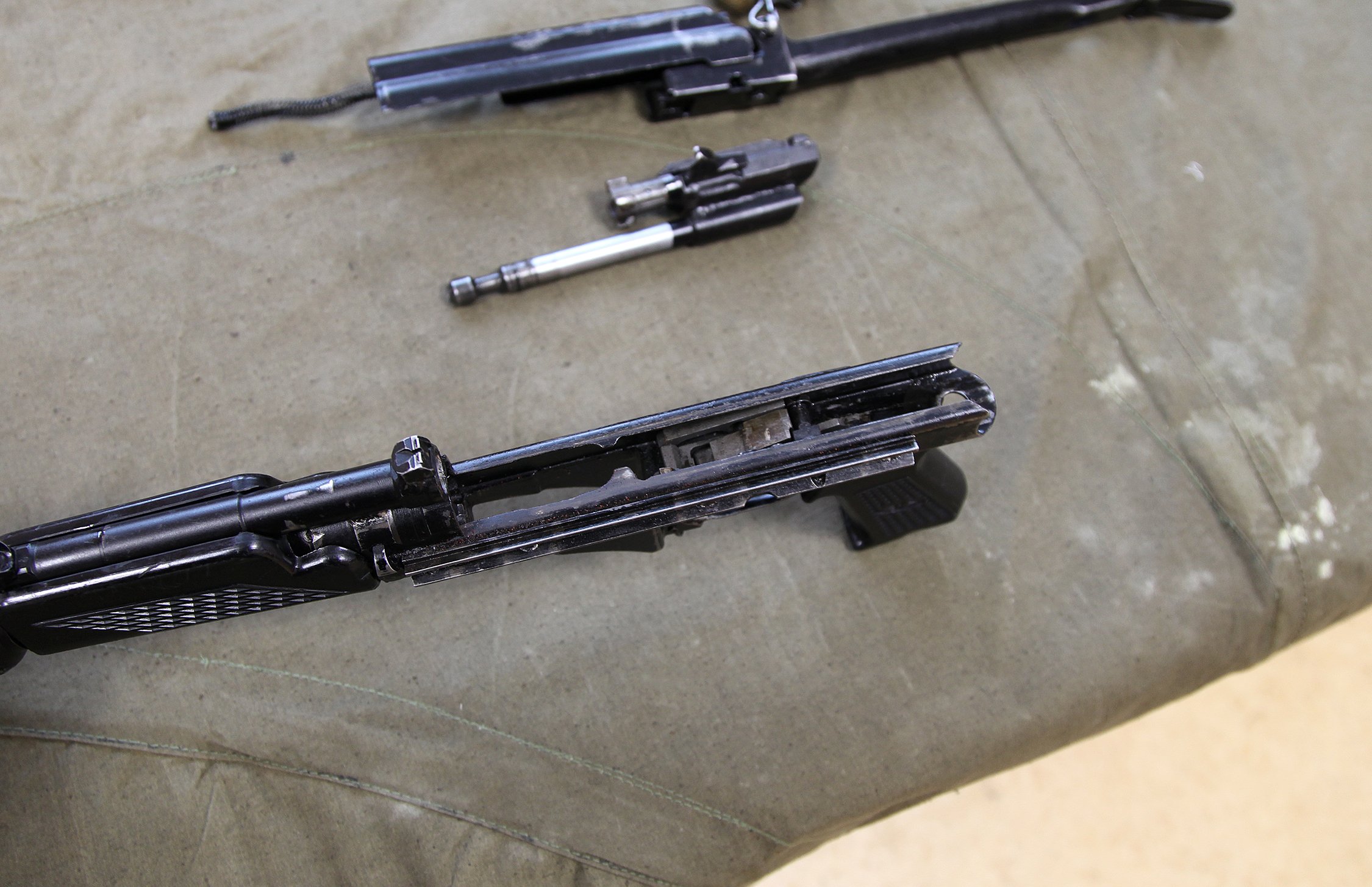
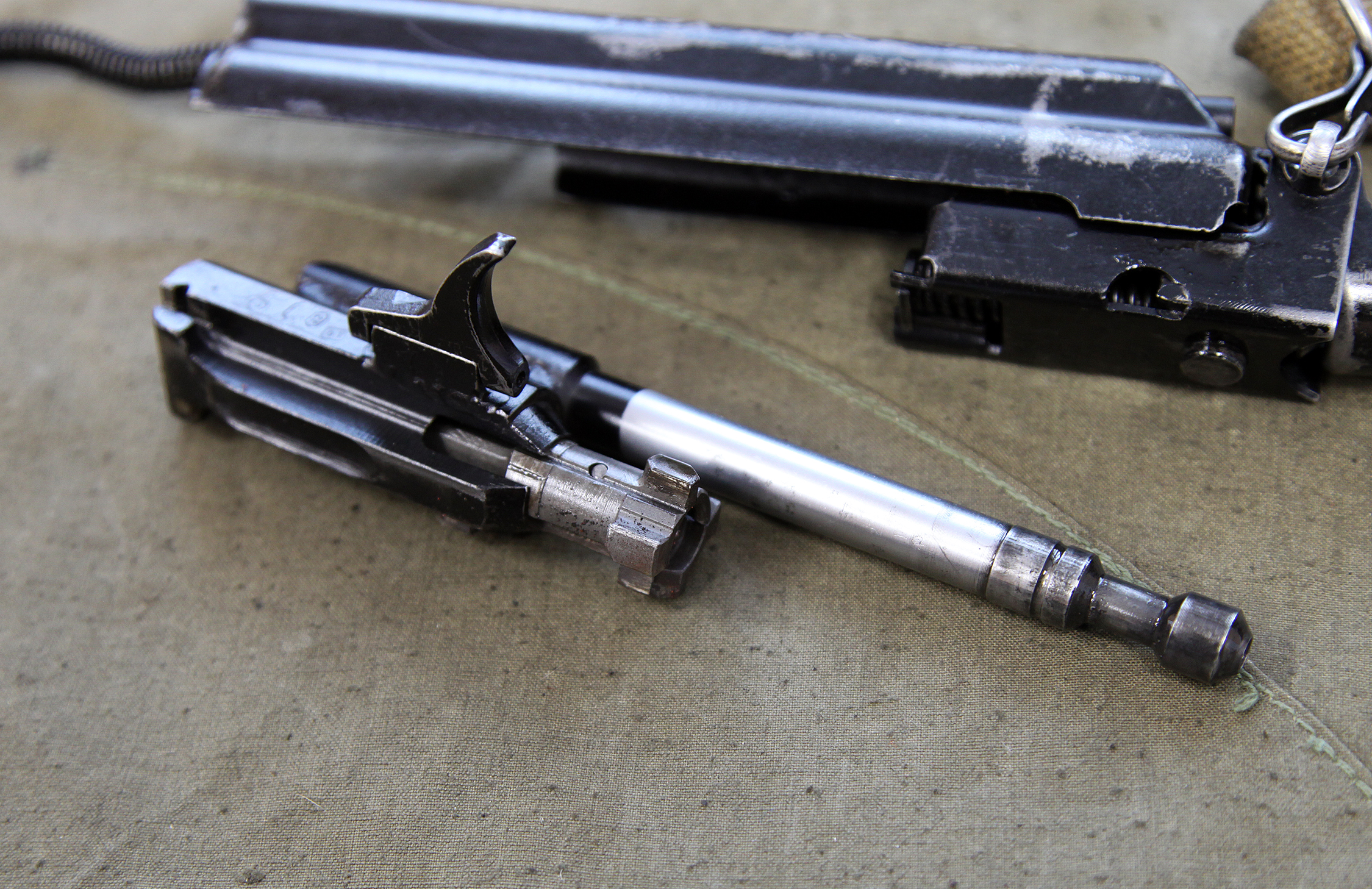
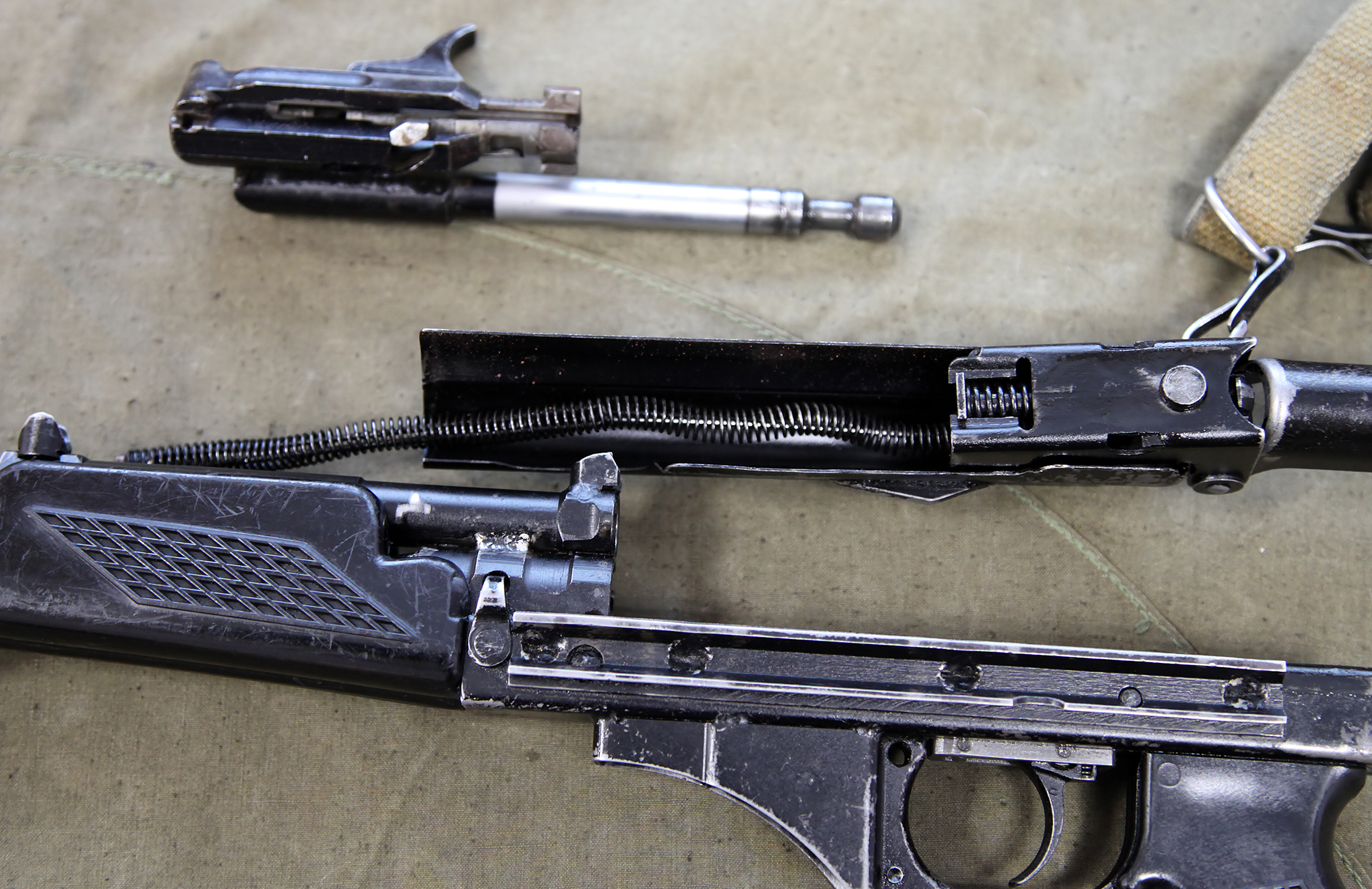